# Sheet Music
Ne doit pas être confondu avec la partition musicale.
Albums de 10cc
10cc
(1973) The Original Soundtrack
(1975)
Sheet Music est le deuxième album du groupe rock 10cc, sorti en 1974.

## Titres

### Face 1
| No | Titre                                         | Durée |
| -- | --------------------------------------------- | ----- |
| 1. | The Wall Street Shuffle (Stewart, Gouldman)   | 3:54  |
| 2. | The Worst Band in the World (Gouldman, Creme) | 2:49  |
| 3. | Hotel (Godley, Creme)                         | 4:54  |
| 4. | Old Wild Men (Godley, Creme)–                 | 3:21  |
| 5. | Clockwork Creep (Godley, Creme)–              | 2:46  |

### Face 2
| No | Titre                                  | Durée |
| -- | -------------------------------------- | ----- |
| 1. | Silly Love (Stewart, Creme)            | 4:01  |
| 2. | Somewhere in Hollywood (Godley, Creme) | 6:39  |
| 3. | Baron Samedi (Stewart, Gouldman)       | 3:46  |
| 4. | The Sacro-Iliac (Godley, Gouldman)     | 2:33  |
| 5. | Oh Effendi (Stewart, Godley)           | 2:49  |

## Musiciens
- Eric Stewart : chant, guitares, piano, piano électrique, marimba, chant
- Graham Gouldman : basse, guitare, percussions, tambourin, autoharpe, chant
- Kevin Godley : batterie, percussions, guitare, congas, bongos, chant, chœurs
- Lol Creme : guitare, piano, synthétiseur, mellotron, chant